# Reform (Alabama)
 Reform és una població dels Estats Units a l'estat d'Alabama. Segons el cens del 2000 tenia 1.978 habitants.

## Demografia
Segons el cens del 2000, Reform tenia 1.978 habitants, 793 habitatges, i 521 famílies La densitat de població era de 95 habitants/km².
Dels 793 habitatges en un 31,7% hi vivien nens de menys de 18 anys, en un 39,1% hi vivien parelles casades, en un 22,7% dones solteres, i en un 34,3% no eren unitats familiars. En el 33% dels habitatges hi vivien persones soles el 16,6% de les quals corresponia a persones de 65 anys o més que vivien soles. El nombre mitjà de persones vivint en cada habitatge era de 2,4 i el nombre mitjà de persones que vivien en cada família era de 3,06.
Per edats la població es repartia de la següent manera: un 28% tenia menys de 18 anys, un 7,3% entre 18 i 24, un 24,7% entre 25 i 44, un 20,4% de 45 a 60 i un 19,7% 65 anys o més.
L'edat mediana era de 37 anys. Per cada 100 dones hi havia 76,1 homes. Per cada 100 dones de 18 o més anys hi havia 68,7 homes.
La renda mediana per habitatge era de 20.625 $ i la renda mediana per família de 24.875 $. Els homes tenien una renda mediana de 27.019 $ mentre que les dones 16.827 $. La renda per capita de la població era d'11.429 $. Aproximadament el 26,3% de les famílies i el 30% de la població estaven per davall del llindar de pobresa.

## Poblacions més properes
El següent diagrama mostra les poblacions més properes.